# Lona Kroese
Lona Kroese (Amsterdam, 21 augustus 1987) is een Nederlandse zwemster. Kroese is lid van het Nationaal Zweminstituut Amsterdam, waar zij traint onder leiding van Hans Elzerman. Ze begon op zesjarige leeftijd met synchroonzwemmen, en op veertienjarige leeftijd met wedstrijdzwemmen.

## Resultaten

### Internationale toernooien
| Jaar | Olympische Spelen | WK langebaan  | WK kortebaan  | EK langebaan  | EK kortebaan                            |
| ---- | ----------------- | ------------- | ------------- | ------------- | --------------------------------------- |
| 2007 |                   | geen deelname |               |               | 28e 100m wisselslag 26e 200m wisselslag |
| 2008 | geen deelname     |               | geen deelname | geen deelname | geen deelname                           |
| 2009 |                   | geen deelname |               |               | geen deelname                           |
| 2010 |                   |               | geen deelname | geen deelname | geen deelname                           |

### Nederlandse kampioenschappen zwemmen
| Jaar | NK langebaan                                                                                          | NK kortebaan |
| ---- | --- | --- |
| 2005 | 36e 100m vrije slag · 5e 200m vrije slag · 8e 400m vrije slag · 200m wisselslag · 400m wisselslag     | 7e 200m vrije slag · 5e 200m wisselslag · 400m wisselslag                                                                     |
| 2006 | 5e 200m vrije slag · 200m wisselslag · 400m wisselslag                                                | 200m vrije slag · 200m wisselslag · 400m wisselslag                                                                           |
| 2007 | 10e 200m vrije slag · 5e 200m wisselslag · 400m wisselslag                                            | 6e 200m vrije slag 5e 100m schoolslag                                                                                         |
| 2008 | 6e 200m schoolslag 5e 200m wisselslag 4e 400m wisselslag                                              | serie 100m schoolslag serie 200m wisselslag                                                                                   |
| 2009 | 9e 100m vlinderslag · 5e 200m wisselslag · 400m wisselslag                                            | serie 100m vrije slag · 28e 200m vrije slag · 50m schoolslag · serie 100m schoolslag · 17e 100m vlinderslag · 200m wisselslag |
| 2010 | serie 100m vrije slag · 50m schoolslag · 4e 100m schoolslag · 4e 200m schoolslag · 4e 200m wisselslag | serie 100m vrije slag · serie 50m schoolslag · 4e 100m schoolslag · 200m schoolslag                                           |

## Persoonlijke records
Bijgewerkt tot en met 10 april 2011

### Kortebaan
| Afstand         | Tijd    | Datum            | Plaats    |
| --------------- | ------- | ---------------- | --------- |
| 50m schoolslag  | 31,74   | 24 oktober 2009  | Aken      |
| 100m schoolslag | 1.08,80 | 3 december 2010  | Amsterdam |
| 200m schoolslag | 2.28,14 | 4 december 2010  | Amsterdam |
| 100m wisselslag | 1.02,21 | 24 oktober 2009  | Aken      |
| 200m wisselslag | 2.14,54 | 20 maart 2011    | Purmerend |
| 400m wisselslag | 4.49,77 | 15 november 2009 | Amsterdam |

### Langebaan
| Afstand         | Tijd    | Datum         | Plaats    |
| --------------- | ------- | ------------- | --------- |
| 50m schoolslag  | 32,62   | 19 juni 2009  | Parijs    |
| 100m schoolslag | 1.10,57 | 10 april 2011 | Eindhoven |
| 200m schoolslag | 2.33,73 | 13 maart 2011 | Amsterdam |
| 200m wisselslag | 2.16,91 | 18 april 2009 | Amsterdam |
| 400m wisselslag | 4.59,38 | 14 juni 2009  | Eindhoven |